# Найкращі бомбардири чемпіонату Англії з футболу
Цей список — статистичний огляд досягнень найкращих бомбардирів чемпіонату Англії за всю історію його існування. Очолює список форвард «Челсі» та «Тоттенгема» 50-60 років XX століття Джиммі Грівз.

## Сумарні показники
| №  | Футболіст      | Роки виступу | Матчі | Голи | Клуби                                                                     |
| -- | -------------- | ------------ | ----- | ---- | ------------------------------------------------------------------------- |
| 1  | Джиммі Грівз   | 1957-1971    | 516   | 357  | «Тоттенгем» (220), «Челсі» (124), «Вест Хем Юнайтед» (13)                 |
| 2  | Стів Блумер    | 1892-1914    | 536   | 317  | «Дербі Каунті» (256), «Мідлсбро» (61)                                     |
| 3  | Діксі Дін      | 1924-1938    | 362   | 310  | «Евертон»                                                                 |
| 4  | Гордон Ходжсон | 1925-1939    | 456   | 287  | «Ліверпуль» (232), «Лідс Юнайтед» (51), «Астон Вілла» (4)                 |
| 5  | Алан Ширер     | 1988-2006    | 559   | 283  | «Ньюкасл Юнайтед» (148), «Блекберн Роверз» (112), «Сандерленд» (23)       |
| 6  | Чарлі Б'юкен   | 1910-1928    | 482   | 258  | «Сандерленд» (209), «Арсенал» (49)                                        |
| 7  | Нет Лофтгаус   | 1946-1960    | 452   | 255  | «Болтон»                                                                  |
| 8  | Девід Джек     | 1920-1934    | 476   | 255  | «Болтон» (144), «Арсенал» (111)                                           |
| 9  | Джо Бредфорд   | 1920-1935    | 414   | 248  | «Бірмінгем Сіті»                                                          |
| 10 | Х'ю Галлахер   | 1925-1937    | 356   | 247  | «Ньюкасл Юнайтед» (134), «Челсі» (72), «Дербі Каунті» (38), «Грімсбі» (3) |
| 11 | Джо Сміт       | 1911-1926    | 410   | 243  | «Болтон»                                                                  |
| 12 | Джордж Браун   | 1921-1936    | 366   | 240  | «Гаддерсфілд Таун» (142), «Астон Вілла» (79), «Лідс Юнайтед» (19)         |
| 13 | Джордж Кемселл | 1925-1939    | 337   | 235  | «Мідлсбро»                                                                |
| 14 | Іан Раш        | 1980-1998    | 515   | 232  | «Ліверпуль» (229), «Лідс Юнайтед» (3)                                     |
| 15 | Девід Херд     | 1954-1970    | 412   | 222  | «Манчестер Юнайтед» (114), «Арсенал» (97), «Сток Сіті» (11)               |
| 16 | Гарі Хемптон   | 1904-1922    | 360   | 219  | «Астон Вілла» (215), «Бірмінгем Сіті» (4)                                 |
| 17 | Тоні Котті     | 1982-2000    | 549   | 214  | «Вест Хем Юнайтед» (115), «Евертон» (72), «Лестер Сіті» (27)              |
| 18 | Біллі Волкер   | 1919-1933    | 478   | 214  | «Астон Вілла»                                                             |
| 19 | Джефф Херст    | 1961-1974    | 519   | 211  | «Вест Хем Юнайтед» (181), «Сток Сіті» (30)                                |
| 20 | Боббі Герні    | 1925-1939    | 348   | 208  | «Сандерленд»                                                              |
| 21 | Дейв Холлідей  | 1925-1934    | 257   | 207  | «Сандерленд» (151), «Манчестер Сіті» (47), «Арсенал» (9)                  |
| 22 | Ронні Аллен    | 1949-1961    | 416   | 206  | «Вест-Бромвіч Альбіон»                                                    |
| 23 | Артур Чандлер  | 1925-1935    | 309   | 204  | «Лестер Сіті»                                                             |
| 24 | Деніс Лоу      | 1960-1974    | 377   | 201  | «Манчестер Юнайтед» (171), «Манчестер Сіті» (30)                          |
| 25 | Гаррі Джонсон  | 1919-1931    | 313   | 201  | «Шеффілд Юнайтед»                                                         |
| 26 | Ендрю Вілсон   | 1900-1915    | 502   | 201  | «Шеффілд Венсдей»                                                         |
| 27 | Вік Вотсон     | 1923-1932    | 295   | 200  | «Вест Хем Юнайтед»                                                        |
| 28 | Джордж Елліотт | 1909-1924    | 344   | 200  | «Мідлсбро»                                                                |

- По закінченні сезону 2020/21

## Прем'єр-ліга
В Прем'єр-лізі найбільшу кількість голів забив гравець «Блекберн Роверз» і «Ньюкасл Юнайтед» Алан Ширер (260 голів).
| №  | Футболіст          | Роки виступу       | Матчі | Голи | Клуби |
| -- | ------------------ | ------------------ | ----- | ---- | --- |
| 1  | Алан Ширер         | 1992-2006          | 441   | 260  | «Блекберн Роверз» (112), «Ньюкасл Юнайтед» (148)                                                                                |
| 2  | Вейн Руні          | 2002-2016          | 491   | 208  | «Манчестер Юнайтед» (183), «Евертон» (25)                                                                                       |
| 3  | Енді Коул          | 1992-2007          | 415   | 189  | «Ньюкасл Юнайтед» (43), «Манчестер Юнайтед» (95), «Блекберн Роверз» (27), «Фулхем» (27), «Манчестер Сіті» (9), «Портсмут» (3)   |
| 4  | Серхіо Агуеро      | 2011-2021          | 275   | 184  | «Манчестер Сіті» |
| 5  | Гаррі Кейн         | 2012-2023          | 278   | 179  | «Тоттенгем» |
| 6  | Френк Лемпард      | 1997-2015          | 609   | 177  | «Вест Хем Юнайтед» (24), «Челсі» (147), «Манчестер Сіті» (6)                                                                    |
| 7  | Тьєррі Анрі        | 1999-2012          | 258   | 176  | «Арсенал» |
| 8  | Роббі Фаулер       | 1993-2007          | 379   | 163  | «Ліверпуль» (128), «Лідс Юнайтед» (14), «Манчестер Сіті» (21)                                                                   |
| 9  | Джермейн Дефо      | 2001-2016          | 496   | 162  | «Вест Хем Юнайтед» (18), «Портсмут» (15), «Тоттенгем» (91), «Сандерленд» (34), «Борнмут» (4)                                    |
| 10 | Майкл Овен         | 1996-2013          | 326   | 150  | «Ліверпуль» (118), «Ньюкасл Юнайтед» (26), «Манчестер Юнайтед» (5), «Сток Сіті» (1)                                             |
| 11 | Лес Фердінанд      | 1992-2005          | 404   | 149  | «Квінз Парк Рейнджерс» (60), «Ньюкасл Юнайтед» (41), «Тоттенгем» (33), «Вест Хем Юнайтед» (2), «Лестер Сіті» (12), «Болтон» (1) |
| 12 | Тедді Шерінгем     | 1992-2007          | 518   | 147  | «Ноттінгем Форест» (1), «Тоттенгем» (98), «Манчестер Юнайтед» (31), «Вест Хем Юнайтед» (8), «Портсмут» (9)                      |
| 13 | Робін ван Персі    | 2004-2015          | 280   | 144  | «Манчестер Юнайтед» (96), «Арсенал» (48)                                                                                        |
| 14 | Джиммі Хассельбанк | 1997-2007          | 288   | 128  | «Лідс Юнайтед» (34), «Челсі» (69), «Мідлсбро» (23), «Чарльтон» (2)                                                              |
| 15 | Джеймі Варді       | 2014-н.ч.          | 265   | 128  | «Лестер Сіті» |
| 16 | Роббі Кін          | 1999-2012          | 349   | 126  | «Ковентрі Сіті» (12), «Лідс Юнайтед» (13), «Ліверпуль» (5), «Тоттенгем» (91), «Вест Хем Юнайтед» (2), «Астон Вілла» (3)         |
| 17 | Ніколя Анелька     | 1997-2014          | 364   | 125  | «Арсенал» (23), «Ліверпуль» (4), «Манчестер Сіті» (37), «Болтон Вондерерз» (21), «Челсі» (38), «Вест-Бромвіч Альбіон» (2)       |
| 18 | Двайт Йорк         | 1992-2008          | 423   | 123  | «Астон Вілла» (60), «Манчестер Юнайтед» (48), «Блекберн Роверз» (12), «Бірмінгем Сіті» (2), «Сандерленд» (1)                    |
| 19 | Стівен Джеррард    | 1998-2015          | 504   | 120  | «Ліверпуль» |
| 10 | Мохаммед Салах     | 2013-14, 2017-н.ч. | 190   | 150  | «Челсі» (2), «Ліверпуль» (117)                                                                                                  |
| 21 | Ромелу Лукаку      | 2011-19, 2021-н.ч. | 275   | 118  | «Челсі» (5), Вест Бромвіч (17), «Евертон» (68), «Манчестер Юнайтед» (28)                                                        |
| 22 | Іан Райт           | 1992-1999          | 213   | 113  | «Арсенал» (104), «Вест Хем Юнайтед» (9),                                                                                        |
| 23 | Еміль Хескі        | 1995-2012          | 526   | 111  | «Лестер Сіті» (33), «Ліверпуль» (39), «Бірмінгем Сіті» (14), «Віган Атлетік» (16), «Астон Вілла» (9)                            |
| 24 | Діон Даблін        | 1992-2004          | 312   | 111  | «Манчестер Юнайтед» (2), «Ковентрі Сіті» (61), «Астон Вілла» (48)                                                               |
| 25 | Садіо Мане         | 2014-н.ч.          | 260   | 110  | «Саутгемптон» (22), «Ліверпуль» (88)                                                                                            |

- Дані на 3 травня 2022

## Найкращі за сезон
В сезоні 1927/28 гравець «Евертона» Діксі Дін забив 60 голів за чемпіонат. Більше за сезон забивали лише американець Арчібальд Старк (67 голів, 1924/25) та угорець Ференц Деак (66 голів, 1945/46).
| №   | Футболіст        | Сезон | Голи | Клуб                   |
| --- | ---------------- | ----- | ---- | ---------------------- |
| 1   | Діксі Дін        | 1928  | 60   | «Евертон»              |
| 2   | Том Ворінг       | 1931  | 49   | «Астон Вілла»          |
| 3   | Діксі Дін        | 1932  | 44   | «Евертон»              |
| 4-5 | Тед Харпер       | 1926  | 43   | «Блекберн Роверз»      |
| 4-5 | Дейв Холлідей    | 1929  | 43   | «Сандерленд»           |
| 6   | Тед Дрейк        | 1935  | 42   | «Арсенал»              |
| 7-9 | Вік Вотсон       | 1930  | 41   | «Вест Хем Юнайтед»     |
| 7-9 | Джиммі Данн      | 1931  | 41   | «Шеффілд Юнайтед»      |
| 7-9 | Джиммі Грівз     | 1961  | 41   | «Челсі»                |
| 10  | Вільям Річардсон | 1936  | 39   | «Вест-Бромвіч Альбіон» |

## За кількістю титулів
Найбільше разів титул найкращого бомбардира чемпіонату вигравав Джиммі Грівз (6).
| №   | Футболіст     | Кіл. | Сезони                             |
| --- | ------------- | ---- | ---------------------------------- |
| 1   | Джиммі Грівз  | 6    | 1959, 1961, 1963, 1964, 1965, 1969 |
| 2   | Стів Блумер   | 5    | 1896, 1897, 1899, 1901, 1904       |
| 3   | Тьєррі Анрі   | 4    | 2002, 2004, 2005, 2006             |
| 4-6 | Джон Кемпбелл | 3    | 1892, 1893, 1895                   |
| 4-6 | Гарі Лінекер  | 3    | 1985, 1986, 1990                   |
| 4-6 | Алан Ширер    | 3    | 1995, 1996, 1997                   |